# Afromevesia imbutops
Afromevesia imbutops là một loài tò vò trong họ Ichneumonidae.